# Транспорт в Сахалинской области
Транспорт в Сахалинской области — одна из важнейших отраслей экономики Сахалинской области, обеспечивающая экономические связи как внутри островной области, так и с материковой частью Дальнего Востока и с другими регионами страны. Представлен автомобильным, железнодорожным, морским, авиационным, трубопроводным видами транспорта.

## Железнодорожный транспорт
Железнодорожный транспорт в Сахалинской области — одна из важнейших составляющих частей транспортной системы области. По железной дороге осуществляется перевозки угля, рыбы, леса, пиломатериалов, оборудования.
Строительство железных дорог на Сахалине началось после русско-японской войны 1904—1905 годов, когда в результате заключения Портсмутского договора южная часть Сахалина отошла к Японии.
Характерной особенностью железнодорожной сети острова является ширина колеи — 1067 мм (капская колея), что обусловлено историческими причинами. Но, по решению ОАО «РЖД», с 2003 года началась перешивка колеи с ширины 1067 мм на ширину 1520 мм, работы по перешивке закончатся, по прогнозам, к 2020 году.
Из классических узкоколейных железных дорог колеи 750 мм действуют только две: узкоколейная железная дорога Шахтёрского погрузочно-транспортного управления и Южно-Сахалинская детская железная дорога.

## Автомобильный транспорт
Автомобильный транспорт является самым популярным видом транспорта в области. Транспортная сеть автодорог развита неплохо, однако качество дорожного покрытия оставляет желать лучшего. Полностью заасфальтированными являются 3 трассы: Р487, Р488 и региональная дорога 1Н1746. Остальные дороги заасфальтированы лишь частично, либо не заасфальтированы вовсе. Общая протяженность дорог (за исключением дорог муниципального значения) 1499 км.
По территории области проложены автомобильные трассы федерального и регионального значения:

### Федерального значения
- Р488 Южно-Сахалинск — Корсаков
- Р495 Южно-Сахалинск — Холмск
- Р487 Южно-Сахалинск — Оха

### Регионального значения
- Р489 Арсентьевка — Ильинский
- Р490 Невельск — Томари — Аэропорт Шахтёрск
- Р491 Тымовское — Александровск-Сахалинский
- Р492 Петропавловское — Анива — Соловьёвка
- Р493 Огоньки — Невельск
- 1Н1746Южно-Сахалинск — Охотское

## Водный транспорт
Речное сообщение на Сахалине отсутствует.
Имеется постоянное морское сообщение с материком через порты Холмск, Невельск, Корсаков. Действует совмещённая с сетью РЖД паромная переправа Холмск-Сортировочный — Ванино.

## Воздушный транспорт
Воздушный транспорт является единственным видом транспорта, круглогодично соединяющим Сахалин с материком. Действуют 8 аэропортов, один из них (в Южно-Сахалинске) международный. Имеются и внутриобластные рейсы (Южно-Сахалинск — Оха, Южно-Сахалинск — Менделеево, Южно-Сахалинск — Шахтёрск). Также с территории Сахалинской области осуществляется доставка рабочих проекта «Сахалин-1» и «Сахалин-2».

## Трубопроводный транспорт
Развитая сеть, как газовых, так и нефтяных трубопроводов соединяющих сахалинские углеводородные месторождения и с портами отгрузки на экспорт (Транссахалинская трубопроводная система) и с материком.